# Яцынский сельский совет (Путивльский район)
Яцынский сельский совет (укр. Яцинська сільська рада) — входит в состав
Путивльского района
Сумской области
Украины.
Административный центр сельского совета находится в 
с. Яцыно
.

## Населённые пункты совета
- с. Яцыно
- с. Ивановское
- с. Новая Шарповка
- с. Старая Шарповка